# Lycaena albipicta
Lycaena albipicta är en fjärilsart som beskrevs av Vorbrodt 1917. Lycaena albipicta ingår i släktet Lycaena och familjen juvelvingar. Inga underarter finns listade i Catalogue of Life.